# キアランベルト
キアランベルト（伊: Chialamberto）は、イタリア共和国ピエモンテ州トリノ県にある、人口約400人の基礎自治体（コムーネ）。

## 名称
ピエモンテ語とフランコ・プロヴァンス語では「Cialambèrt」。

## 地理

### 位置・広がり

#### 隣接コムーネ
隣接するコムーネは以下の通り。
- アーラ・ディ・ストゥーラ
- カントーイラ
- チェーレス
- グロスカヴァッロ
- ロカーナ
- ノアスカ

## 行政

### 分離集落
キアランベルトには、以下の分離集落（フラツィオーネ）がある。
- Breno, Bussoni, Chialambertetto, Mottera, Prati della Via, Pianardi, Vonzo, Candiela, Valnera, Volpetta, Gabbi, Cossiglia, Inverso